# Görmeli

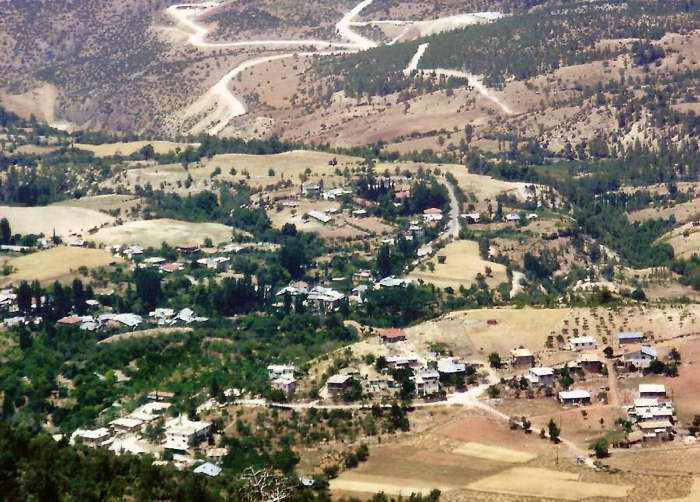
Gesamtansicht des Ortes Görmeli

Görmeli ist ein Dorf am Hang des Taurus-Gebirges südöstlich von Ermenek in der türkischen Provinz Karaman. Es besteht aus den sechs Ortsteilen Boyalık, Tekke, Kışla, Tuztaşı, Köyyakası und Nısa. Das Zentrum ist Tuztaşı.

## Geographische Lage
Das Dorf liegt an der Hauptstraße von Ermenek nach Gülnar und ist etwa 18 km von Ermenek und 90 km von den touristisch bedeutenden Orten der Mittelmeerregion in Anamur entfernt. Der Ort liegt in einer bergigen und waldreichen Umgebung. Aufgrund des ausreichenden Niederschlages und des guten Bodens können viele verschiedene Gemüse- und Obstsorten angebaut werden. Der Ort ist traditionell landwirtschaftlich geprägt.

## Geschichte
Der genaue Zeitpunkt der ursprünglichen Besiedlung Görmelis ist unbekannt, es wird angenommen, dass das Dorf auf eine Umsiedelung aus Adana durch das Beylik der Karamaniden vor mehreren Jahrhunderten zurückgeht. Die Brücke Ala Köprü (auch Görmeli Köprüsü) befindet sich in etwa 5 km Entfernung und wird auf die Karamaniden zurückgeführt. Die Brücke kann mit einer Länge von 27 m und einer Breite von 4,70 m durchaus als beachtliche Leistung jener Zeit bezeichnet werden, wird allerdings in dem in Bau befindlichen Ermenek-Stausee versinken.
Darüber hinaus gibt es noch das historische Gebäude der Burg Mennan im Ortsteil Nısa. Mennan bedeutet auf Deutsch Sicherer Ort. Die Burg wurde mit akkurat behauenen Steinen auf einem steilen Fels errichtet. Diese Burg eroberten die Karamaniden für den osmanischen Gedik Ahmet Pasha, woraufhin wohl Pir Ahmet Bey in der Burg Selbstmord verübte. Die Burg ist in einem schlechten Zustand, was im Wesentlichen auf Schatzsucher zurückzuführen ist.

## Kultur

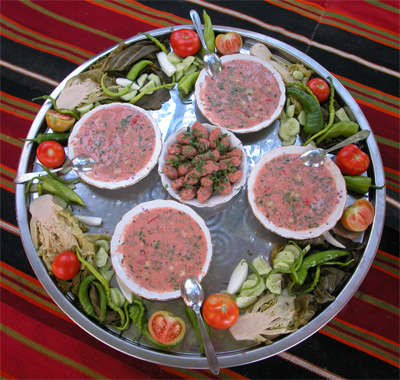
Batırma ist ein traditionelles Gericht

In Görmeli kann man das traditionelle Gericht Batırma genießen. Es besteht aus kleinen Weizenstücken, Tomaten, Pfeffer, Petersilie, Sesam und Walnüssen. Diese Zutaten werden gemischt und mit kaltem Wasser geknetet. Serviert wird es mit frischer Paprika, Gurken, gekochtem Kohl, Auberginen, Tomaten und gekochten Weinblättern. Ein anderes traditionelles Gericht nennt sich Tarhana. Es wird aus Hackfleisch und Kartoffeln zubereitet. Die Zutaten werden mit Weizenmehl, Tomatenmark, Zwiebeln, Pfeffer und Petersilie vermischt. Dieser Teig wird geknetet, dann werden Stücke von Hand geformt und auf Holzkohle geröstet.

## Wirtschaft
Die meisten Einwohner leben vom Anbau und Handel mit Obst und Gemüse, Milchwirtschaft und Viehzucht. Die Weintrauben von Görmeli sind bekannt, es gibt viele Weinberge, aber auch Äpfel, Feigen, Walnüsse und  Granatäpfel werden angebaut. Jede Familie hat auch Tiere, einige Ziegen, eine Kuh und Hühner. In den letzten Jahren wurden geimpfte, spezielle Obstbaumschößlinge in den höher gelegenen Teilen des Ortes angepflanzt.